# Xian’an (Xianning)
Xian’an (chiń. upr. 咸安区; chiń. trad. 咸安區; pinyin Xián’ān Qū) – dzielnica w północno-wschodniej części prefektury miejskiej Xianning w prowincji Hubei w Chińskiej Republice Ludowej. Według danych z 2010 roku, liczba mieszkańców dzielnicy wynosiła 512517.